# Ugo Ortona
Ugo Ortona (Borgia, 15 ottobre 1888 – Roma, 27 marzo 1977) è stato un pittore e incisore italiano, la cui arte fu improntata al cubismo-espressionismo.
Ugo Ortona conseguì la licenza liceale classica presso il liceo Galluppi di Catanzaro. Si trasferì poi a Roma, dove proseguì gli studi e iniziò a dipingere. 
Le prime esposizioni risalgono al 1910 a Napoli. La stampa nazionale cominciò a interessarsi all'artista e alle sue opere già nel 1916 in occasione di una "collettiva" tenutasi presso l'accademia di Belle Arti di Roma. Il messaggero scriveva: "una tela che meritava un migliore collocamento è quella di Ugo Ortona".
Xilografo, illustratore di libri (sua è la copertina di "Poesie Grigioverdi" di Corrado Alvaro), disegnò francobolli e manifesti, e nel 1924 vinse il secondo premio per il cartellone della Biennale di Monza. 
Da quel momento fu un crescendo di apprezzamenti e critiche favorevoli. Le sue esposizioni furono inaugurate dai Reali della Casa Savoia, i suoi dipinti apprezzati da ogni dove. Scrisse ad esempio l'Osservatore Romano nel 1934: "Ugo Ortona, artista, ben noto ed apprezzato, presenta una serie di magnifici disegni (in una personale n.d.r.), nei quali figure e paesaggi della sua terra natale, la Calabria, sono colti e rappresentati con un vigore, un'efficacia, una maestria veramente mirabili". Le ultime tracce della sua notorietà sono sulla rivista "Le ore" del 16 settembre 1965, che ben descrisse l'arte del pittore: "Sempre grandioso nella misura media e piccola (come certi Van Gogh del periodo di Arles: vedi "Marina di Palmi") pensoso degli stili della sua giovinezza, ...  certo restano nella memoria certi dipinti di Ortona della grandezza di un fazzoletto".
Ma nel 1965 Ugo Ortona si era già ritirato dalla scena a seguito di una tragedia familiare che lo colpì profondamente fino a fargli abbandonare la pittura. Per anni e anni non usò più i pennelli. Li riprese in gran segreto, per nutrire la sua passione personale quando in molti lo credevano già morto. Le sue opere tarde, tutte in collezioni private, sono le più interessanti.
Fu allievo di Duilio Cambellotti e conobbe, tra gli altri, Giacomo Manzù e Felice Casorati.
Sulla rivista "Scena Illustrata" del febbraio 1969 Italo Carlo Sesti dedicò a Ugo Ortona una interessante pagina. Scrisse: "Durante la sua giovinezza, Ugo Ortona ha avuto coscienza che sarebbe diventato un pittore e non un professionista tranquillo come la tradizione di famiglia voleva (il padre era un magistrato n.d.r.). ... Sono gli anni in cui in arte si cerca in più modi e per più vie di ritornare ad un plasticismo evidente, di forme sintetiche, di stilizzazione scoperta, di una evidenza massima ed elementare. ... le radici della sua pittura sono chiare e le sue composizioni hanno il respiro della sua terra di origine, la Calabria. ... Egli sente incombenti certi fattori della natura della sua terra: il sole alto e rovente, la flora verde nella primavera serena o disseccata nell'estate assolata, le pietre arse, spaccate, gli oliveti immensi che si distendono come un mare di speranze".
Allestì numerose mostre sia in Italia che all'estero e prese parte a prestigiose rassegne, quali le Biennali di Venezia (partecipandovi per quattro edizioni) e le Quadriennali di Roma. L'organizzazione di eventi culturali, in particolare fra le due guerre, lo portarono ad avere contatti con papa Pio IX, con Benito Mussolini e con Margherita Sarfatti. Realizzò anche le copertine illustrate di diversi cataloghi di mostre e scrisse articoli e saggi di critica d'arte.
Decorò alcune sedi istituzionali ed edifici religiosi calabresi con mosaici, vetrate, affreschi: Palazzo degli Uffici di Catanzaro e Sala consiliare del Comune di Catanzaro, Chiesa dell'Annunziata e una cappella del Duomo di Reggio Calabria.
Sue opere sono esposte in importanti musei e pinacoteche, quali le gallerie Nazionale d'Arte Moderna, Comunale d'Arte Moderna e Contemporanea e Corsini di Roma.